# Liste antiker Ortsnamen und geographischer Bezeichnungen/Ag
| Lateinischer Name                    | Griechischer Name                            | Beschreibung                                                                           | Heute                                                 | Quellen und Verweise                                 | Lage |
| ------------------------------------ | -------------------------------------------- | -------------------------------------------------------------------------------------- | ----------------------------------------------------- | ---------------------------------------------------- | ---- |
| Aganippe Fons                        |                                              |                                                                                        |                                                       | Smith;                                               |      |
| Agari                                |                                              |                                                                                        |                                                       | Smith;                                               |      |
| Agassa                               |                                              | Stadt in Pieria                                                                        |                                                       | Liv. 44.7, 45.27; Smith;                             |      |
| Agatha, Agathe Tyche                 |                                              | Stadt in Gallia Narbonensis                                                            | Agde im Département Hérault in Frankreich             | PECS;                                                |      |
| Agathusa                             |                                              |                                                                                        |                                                       | Smith;                                               |      |
| Agathyrna, Agathyrnum                | Ἀγάθυρνα (Agathyrna), Ἀγαθύρνον (Agathyrnon) | Stadt an der Nordküste von Sizilien                                                    | Capo d’Orlando in der Provinz Messina                 | PECS; Smith;                                         |      |
| Agathyrsi                            |                                              |                                                                                        |                                                       | Smith;                                               |      |
| Agbatana                             |                                              | siehe Ecbatana                                                                         |                                                       |                                                      |      |
| Agendicum, Agedincum                 |                                              | Hauptort der gallischen Senonen                                                        | Sens                                                  | Caes. Gal. 6.44, 7.10, 57; PECS; Smith;              |      |
| Aggar                                |                                              | Stadt in Africa proconsularis                                                          | Ruinen bei Henchir Sidi Amara in Tunesien             | PECS;                                                |      |
| Aginnum, Agennum                     |                                              | Hauptort der Nitiobrogen in Gallien                                                    | Agen im Département Lot-et-Garonne                    | PECS; Smith;                                         |      |
| Agisymba                             | Αγίσυμβα (Agisymba)                          | Land in Zentralafrika, vermutlich nördlich des Tschadsees                              |                                                       | Smith;                                               |      |
| Agora                                | Ἀγορά (Agora)                                | Stadt in Thrakien, nahe bei oder identisch mit Lysimacheia auf der Halbinsel Gallipoli |                                                       | Hdt. 7.58; Scylax, p. 28; Steph. B. sub voce; Smith; |      |
| Agra                                 |                                              | Stadt in der westlichen Susiana am Tigris                                              |                                                       | Ptol. 6.3, 6.4;                                      |      |
| Agrae                                |                                              |                                                                                        |                                                       | Smith;                                               |      |
| Agraei                               |                                              |                                                                                        |                                                       | Smith;                                               |      |
| Agraei                               |                                              |                                                                                        |                                                       | Smith;                                               |      |
| Agraule                              |                                              |                                                                                        |                                                       | Smith;                                               |      |
| Agri Decumates                       |                                              |                                                                                        |                                                       | Smith;                                               |      |
| Agrianes                             | Ἀγρίανες (Agrianes)                          | Fluss in Thrakien                                                                      | Ergene (türk.), Erginos (neugriech.)                  | Hdt. 4.89f; Smith;                                   |      |
| Agrianes                             | Ἀγριᾶνες (Agrianes)                          | thrakischer oder päonischer Stamm am oberen Strymon im heutigen Bulgarien              |                                                       | Smith;                                               |      |
| Agrigentum, Agragantum               | Ἀκράγας (Akragas)                            | griechische Stadt in Sizilien                                                          | Agrigent                                              | PECS; Smith;                                         |      |
| Agrinium                             | Ἀγρίνιον (Agrinion)                          | Stadt in Ätolien                                                                       | Agrinio in Westgriechenland                           | PECS; Smith;                                         |      |
| Agriophagi                           |                                              |                                                                                        |                                                       | Smith;                                               |      |
| Agrippinensis Colonia                |                                              |                                                                                        |                                                       | Smith;                                               |      |
| Aguntum, Municipium Claudium Aguntum |                                              | Stadt in Noricum                                                                       | 4 Kilometer östlich von Lienz in der Gemeinde Dölsach | PECS;                                                |      |
| Agylla                               |                                              |                                                                                        |                                                       | Smith;                                               |      |
| Agyrium                              | Ἀγύριον (Agyrion)                            | Stadt im Inneren von Sizilien                                                          | Agira in der Provinz Enna                             | PECS; Smith;                                         |      |